# 央冬镇区
央東鎮（緬甸語： [ɲàʊɴdóʊɴ mjo̰nɛ̀]）為緬甸伊洛瓦底省馬烏賓縣的行政區。2014年人口215,906人，區域面積899.72平方公里。央東為該鎮之行政中心。